# Marcel Laffitte
Pour les articles homonymes, voir Laffitte.

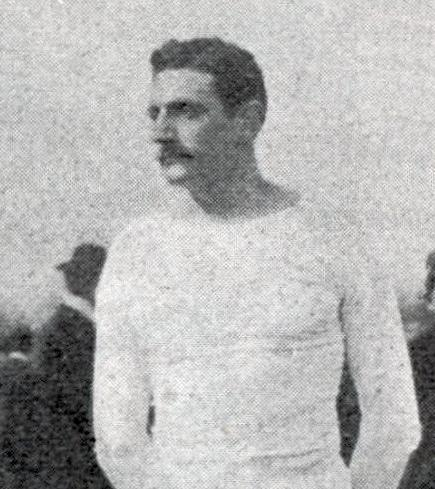
Marcel Lafitte, en avril 1905.

Marcel Laffitte (né le 10 mars 1880 à Bordeaux et mort le 7 mai 1934 à Arcachon) est un joueur français de rugby à XV de 1,76 m pour 80 kg, ayant évolué au Stade bordelais durant l'âge d'or de ce club, au poste de pilier droit essentiellement mais aussi de deuxième ou de troisième ligne. Il devient par la suite entrepreneur de travaux publics, toujours sur la région de Bordeaux.

## Palmarès
- 6 championnats de France, en 1904 (sans jouer la finale), 1905, 1906, 1907, 1909 et 1911
- 5 fois vice-champion de France également, en 1900, 1901, 1902 (sans jouer la finale), 1908 et 1910